# Ovamboland
Ovamboland va ser un bantustan de l'antiga Namíbia. Va ser el primer bantustan a Àfrica del Sud-oest, el segon més extens, i el més nombrós.
Un consell de set caps tribals va formar el primer govern, a l'octubre de 1968. Al maig de 1973, se li va donar independència nominal. Localitzat al nord del país, limitant amb Angola i amb Kaokoland i Kavangoland, tenia una extensió de 52.072 km² i 239.000 habitants, segons l'informe Odendaal.
Aquesta terra va ser destinada als ovambo, un poble compost per 800 tribus que representen la major ètnia de Namíbia (en l'actualitat calculada en 1 milió d'habitants – aproximadament el 50% del total del país). La llengua més popular d'aquest territori és l'oshiwambo, que té dos dialectes principals: l'oshikwanyama i l'oshindonga. La capital d'aquesta jurisdicció va ser el poble de Ondangua. Durant el conflicte entre SWAPO i Sud-àfrica aquesta va ser una de les zones on va haver major violència i activitat armada i guerrillera.
Les eleccions de 1973 van ser boicotejades i només va votar el 2,5% dels electors. Finalment, el 1989 fou dissolt.